# Al Bates
Alfred Hilborn "Al" Bates, född den 24 april 1905 i Philadelphia i Pennsylvania, död den 9 juni 1999 i Philadelphia i Pennsylvania, var en amerikansk friidrottare som tävlade i längdhopp.
Bates blev olympisk bronsmedaljör i längdhopp vid olympiska sommarspelen 1928 i Amsterdam med ett hopp på 7,40 meter.

## Personliga rekord
- Längdhopp – 7,58 meter (1928)